# Вињола (Рим)
Вињола (итал. Vignola) је насеље у Италији у округу Рим, региону Лацио.
Према процени из 2011. у насељу је живело 398 становника. Насеље се налази на надморској висини од 617 м.